# Kristalbladroller
De kristalbladroller (Celypha siderana) is een vlinder uit de familie bladrollers (Tortricidae). De wetenschappelijke naam is voor het eerst geldig gepubliceerd in 1835 door Treitschke.
De soort komt voor in Europa.